# Evgueni Polivanov
Pour les articles homonymes, voir Polivanov.
Evgueni Dmitrievitch Polivanov (en russe : Евге́ний Дми́триевич Полива́нов) (1891 - 1938) est un linguiste soviétique, orientaliste, japonologue  et polyglotte qui fut l'un des premiers sociolinguistes soviétiques.

## Biographie
Il a rédigé de nombreux et importants travaux sur le japonais, le chinois, l'ouzbek, le doungane, ainsi que des œuvres de linguistique théorique. Il a participé à la mise au point de systèmes d'écriture pour les peuples de l'Union soviétique, utilisant l'illettrisme massif (90% dans les zones conquises aux bolchéviques) comme une force, en ce qu'elle permet l'élaboration d'un programme de modernisation socialiste, via de nouvelles cultures graphiques et langagières qui n'entrent pas en concurrence avec des cultures écrites préétablies.
Il identifie la révolution soviétique (et les phénomènes révolutionnaires en général) à un « double élargissement du substrat ». Cela signifie qu’une révolution conduit à de telles mobilités verticales et horizontales que le langage en est transformé en l’espace de quelques décennies (sur les plans du lexique, de la grammaire, de la syntaxe et de la graphie).
Il a aussi défini un système de représentation du japonais en caractères cyrilliques, qui fut officiellement adopté en Union soviétique.
Pendant les Grandes Purges, il est arrêté pour espionnage pour l'empire du Japon, le 16 août 1937. Le 25 janvier 1938, il passe en jugement au Collège militaire de la Cour suprême de l'URSS où il plaide non coupable. Il est condamné à la peine de mort et exécuté au NKVD, près de Moscou. Il est réhabilité en 1963.